# Lolicon

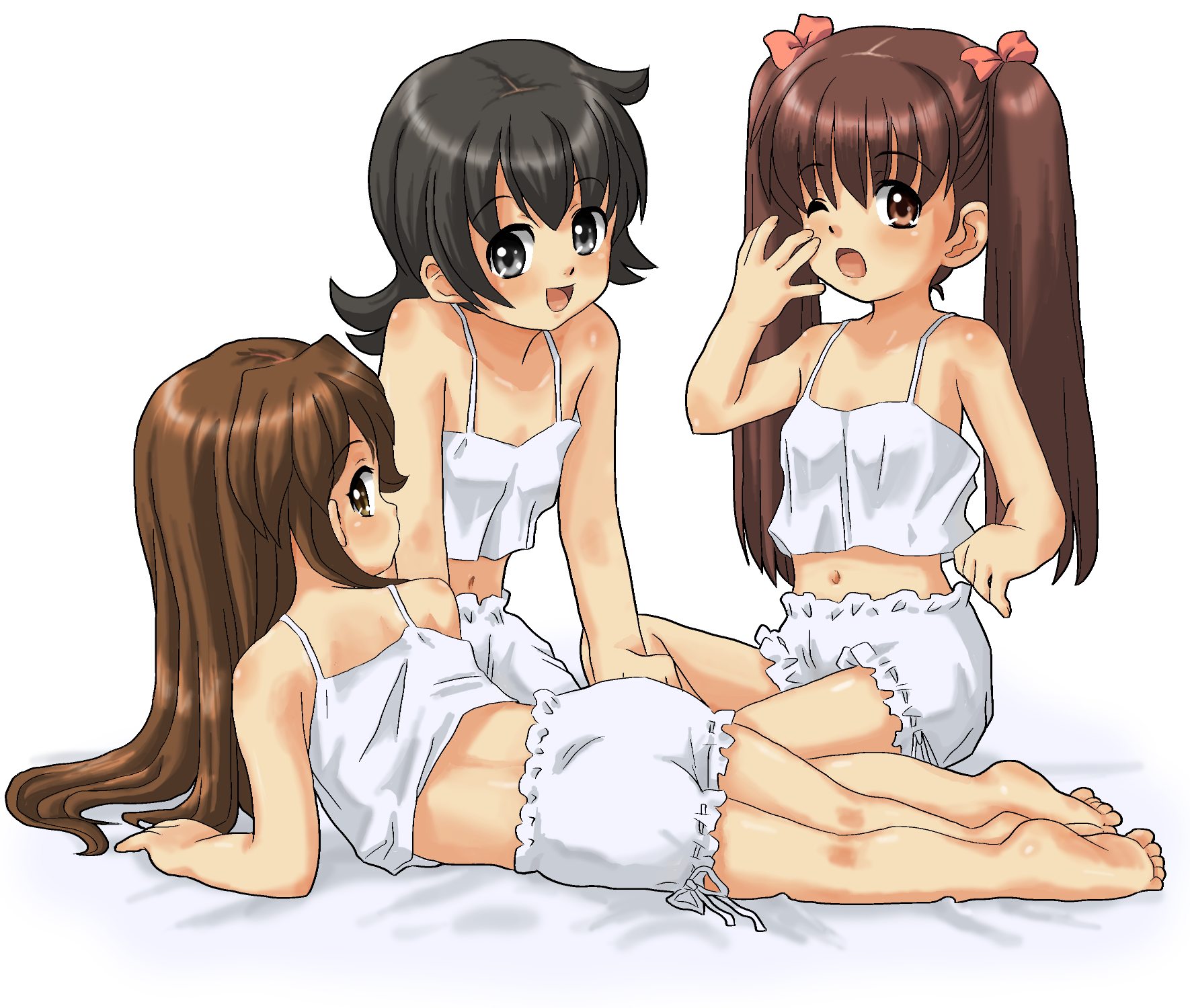
A lolicon gyakran keveri a gyerekes testi megjelenést erotikus jegyekkel és utalásokkal.

A lolicon (ロリコン) a „lolita complex” (lolita komplexus) szóösszerántásával létrehozott szleng-kifejezés. Japánban a kifejezést a fiatal lányokhoz való vonzalom, vagy az ilyen irányultságú személyek megnevezésére alkalmazzák. A szigetországon kívül a kifejezés alkalmazása a mangák és animék egy bizonyos típusára utal, ahol a gyermekek, vagy gyermekekre emlékeztető női szereplők erotikus ábrázolásban tűnnek fel. Maga a kifejezés utalás Vladimir Nabokov Lolita című regényére, melyben egy középkorú férfi szexuális kapcsolatot kezd egy tizenkét éves lánnyal. A fiatal fiúkhoz való vonzalmat, illetve annak ábrázolását célzó médiát sótaconnak nevezik.
Némely vélemények szerint a lolicon műfaja bizonyos esetekben hozzájárul a gyermekek szexuális bántalmazásához, míg mások nem látnak erre utaló hiteles bizonyítékot, vagy pont ellentétes hatásúnak tartják. Néhány ország, köztük Kanada, Ausztrália, Új-Zéland és Írország törvényei a gyermekpornográfia egyik megjelenési formájának tekintik és tiltják, illetve büntetik terjesztését.

## A lolicon Japánban
A lolicon kifejezést a fiatal lányok, vagy olyan lányok, vagy nők iránti vonzalom megjelölésére használják, akik neotén testi jegyekkel rendelkeznek, így a kifejezés utalhat akár a pedofíliára vagy az efebofíliára is. Szigorúan véve a „lolita complex” megjelölés Japánban csak magára a parafíliára utal, míg a „lolicon” magára arra a személyre is, akinek ilyen fajta irányultsága van. A lolicon Japánban igen elterjedt jelenség, mely gyakran témája különböző tanulmányoknak és számos vitát és kritikát is kivált. Számos általános könyvesbolt és újságosstand kínál lolicon-illusztrációkat tartalmazó médiát, de rendőrségi fellépésre is volt példa lolicon-mangák ellen. Léteznek olyan üzletek is, amik kifejezetten a lolicon műfajának kedvelőit célozzák meg áruikkal. Ezeknek az üzleteken a vásárlói a 20-as, 30-as éveiben járó fehérgalléros dolgozók közül kerülnek ki, akiknek nem okoz nehézséget megfizetni a lolicon termékek, például figurák és kiegészítők magas árát.
A „kavaii-irányzat”, mely lefordítva „aranyosat” jelent nagy népszerűségnek örvend Japánban, és számos manga- és animestílusban megtalálható. A tanköteles korú, iskolai egyenruhát viselő lányok szintén erotikus szimbólumnak számítanak Japánban, hasonlóan a miniszoknyát viselő nőkhöz a nyugati kultúrákban. A buruszera üzletek a lolicon iránt érdeklődő számára kínálnak mosatlan bugyikat, a terakura-szolgáltatók segítségével a férfiak, telefonon keresztül szervezhetnek találkozót kamasz lányokkal, valamint iskolás lányok illegálisan prostituáltként dolgoznak Tokióban. Mindezek együttesen hoznak létre egy „különös összejátszást, mely a japán kultúrában a hentai (perverz) és a kavaí (aranyos) között helyezkedik el”. Ennek, az úgynevezett eccsi-magatartásnak az ábrázolása a mangákban azonban összeegyeztethetetlen az idősebb generációt hagyományos övező tisztelet miatt. Kivétel ez alól a túlzóan elnagyolt, humoros megjelenítés, melynek jellegzetes megjelenési formája a „mocskos vénember” szereplőtípus, mint például vagy Rosi mester a Dragon Ball, vagy Happószai a Ranma ½ című sorozatokban.
Azokat a szexuális tartalmú mangákat, melyekben gyermekek vagy gyerekekre emlékeztető szereplők jelennek meg lolicon mangáknak nevezzük. Ezek általánosságban véve legálisak Japánban, annak ellenére, hogy a gyermekpornográfiát a szigetország 1999-ben törvénytelennek minősítette. A lolicon mangák általában rövid történetek, melyek dódzsinsi formájában, vagy az erre a területre szakosodott magazinokban, mint például a Lemon People, Manga Burikko, and Comic LO jelennek meg. Ezeknek a történeteknek gyakran felhasznált elemei a tiltott kapcsolat, mint például tanár és diákja, vagy pedig testvérek közötti szexuális viszony. Egy másik gyakran alkalmazott történetelem a gyermekek egymás közötti szexuális tapasztalatszerzései. Néhány lolicon manga más hentai stílusokkal is keveredik, mint például a cross-dressing vagy a futanari. A Kodomo no dzsikan című sorozat példa az olyan mangákra, melyek ugyan nem tartalmaznak pornográf elemeket, de mégis lolicon elemeket építenek be a cselekménybe.
A Superflat nevű posztmodern művészei mozgalomnak a lolicon is egyike a tanulmányi területeinek. Az irányzat egyik nevezetes képviselője Macsino Henmaru.

### Eredete
Japánban a „lolita complex” kifejezés használata az 1970-es évek elején kezdett elterjedni Russell Trainer The Lolita Complex című könyvének japán fordításban való megjelenésével. Vada Sindzsi 1974-es, Kjabecu-batake de cumadzuite (キャベツ畑でつまづいて, ’Botladozás a káposztaföldön’) című mangájában használta ezt a kifejezést, melynek története az Alice Csodaországban paródiája volt. Mindezek ellenére maga a „lolicon manga” kialakulásának kezdete jóval közelebb áll Adzuma Hideo 1980-as évekbeli munkáihoz, mint például a Umi kara kita kikai (海から来た機械, ’A gép, ami a tengerből jön’). Adzuma ebben az időben Cybele nevű saját kiadású magazinjában megjelentetett néhány szexuális természetű mangát, melyben fiatal lányok szerepeltek. Adzuma munkái elsősorban az iskolásfiúk körében váltak népszerűvé, mivel az addigi pornográf mangákban csak a gekiga vonásait viselő felnőtt nők jelentek meg. Ezzel szemben Adzuma művei nem tekinthetőek kifejezetten pornográfiának, bár számos szexuális elemet tartalmaznak. Adzuma sikere után néhány pornográf mangákkal foglalkozó magazin, mint a Manga Burikko és a Lemon People olyan történeteket kezdtek kiadni, melyekben serdülőkor előtti lányokat szerepeltek. Az 1980-as évek nevezetes mangakái, akiknek munkái ezekben a magazinokban jelentek meg Mijaszu Nonki, Fudzsivara Kamui, Aszari Josito és Ucsida Aki voltak.

### A lolicon manga és a nemi szerepek

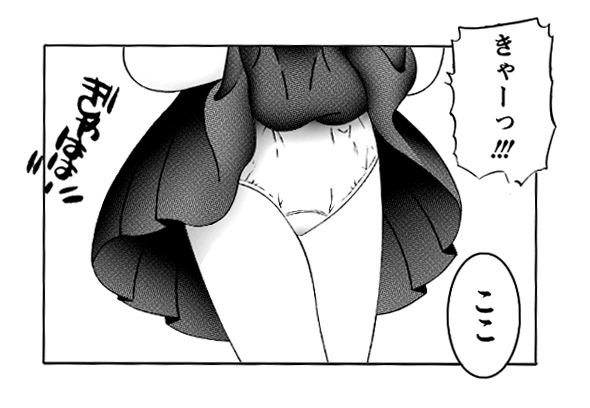

Sharon Kinsella szociológus könyvében úgy véli, hogy a lolicon manga az 1980-as évek végén fejlődött ki a lányoknak szánt mangákból, melyek között férfiak közötti homoszexuális történetek valamint fiúknak és felnőtteknek szánt mangák paródiái is megtalálhatóak voltak. A kialakuláshoz hozzájárult, hogy egyre több férfi látogatta a mangatalálkozókat és így egyre több új, amatőr mangatípus jelent meg a Comiket rendezvényeken is. Kinsella különbséget tesz az amatőr lolicon mangák és a férfi rajongók női mangái nemekhez való viszonyában. Míg a nők által írt parodizáló mangák a férfi-sztereotípiák karikatúrái és egyaránt szólnak férfi és női olvasóknak, addig a lolicon mangákban „általános, nagy szemekkel, valamint egyszerre érzéki és gyerekes külsejű hősnője olyan hiányos öltözékben tűnik fel, mely megközelítőleg az 1970-es évek bikinijeinek és az űrkorszak páncélruháinak a keveréke”. Az utóbbi egyszerre fejezi ki a fiatal férfiak félelmeit és vágyait, akik a japán társadalomban egyre erősebb pozíciót foglaltak el. Kinsella könyvében azt is megjegyezte, hogy az 1990-es években a domináns angol és amerikai import műfajok és animációs videók lolicon mangákból származtathatóak, ami azt feltételezi, hogy a nők ezekben az országokban egy hasonló szociális és kulturális jelenségen mentek keresztül.
Azok között a női mangakák között, akiknek munkáit loliconként értelmezték, volt Aosima Csiho (The red-eyed tribe – festmény), Takano Aja (Universe Dream – falfestmény), Vatasiya Kavoru (Kodomo no dzsikan), és Szugiszaki Jukiru (Ridzerumín). A férfi alkotók között van például Macsino Henmaru [Untitled (Green Caterpillar’s Girl)], Tomidzava Hitosi (Alien 9, Milk Closet) és Borne (szobrok).
A japán animációs filmek egyik kiemelkedő alakja, Mijadzaki Hajao az Animage magazinnak adott 1988-as interjújában úgy nyilatkozott, hogy bár kedveli ha főhősei nők, de ugyanakkor nincs könnyű helyzetben. „Azonnal a lolita komplexusos férfiak játékszereivé válnak. Bizonyos értelemben ha valaki olyat akarunk ábrázolni, akivel azonosulni szeretnénk, nincs más választásunk mint olyan szerethetőnek megalkotni őket, amennyire csak lehetséges. De mostanra túl sok olyan ember van aki minden gátlás nélkül úgy ábrázolják ezeket a hősnőket mintha csak egy ilyen háziállatot szeretnének, és ez egyre jobban terjed.” – mondta Mijadzaki. Emellett kifejezte aggodalmait is annak tekintetében, hogy mit jelenthet ez „a nők emberi jogainak tekintetében”.

## A lolicon Japánon kívül
A „lolicon” jelentése sokban változott az eredetihez képest a nyugati világban, hasonlóan „anime”, az „otaku” és a „hentai” fogalmaihoz. Nyugaton a lolicon olyan animékre vagy mangákra utal, melyek szexuális vagy erotikus jelenetekben ábrázolnak serdülőkor előtt álló, gyerekes kinézetű szereplőket. Ennek tekintetében nyugaton a „lolicon” fogalma megközelítőleg a japán „lolicon manga” fogalmát fedi le. A nyugat használatban egy médium lolicon megnevezése azt feltételezi, hogy az nyílt, explicit erotikus tartalommal bír.

## A lolicon vitatottsága
Számos ország törvénytelennek minősítette „a gyermekekről készített obszcén tartalmú képeket, tekintet nélkül azok elkészítésének módjára”, mivel ezek gyermekbántalmazáshoz vezethetnek. Ennek fő érve, hogy a gyermekeket, mint szexuális tárgyakat ábrázoló obszcén fiktív képek hozzájárulhatnak a gyermekek szexuális bántalmazásához. Ez ellen az érvelés ellen az egyik felhozott vád, hogy nincsen semmiféle tudományosan bizonyított alapja ennek a kapcsolatnak a létére, és hogy a szexualitás ábrázolásának tiltása vagy korlátozása rajzokon, animációs videókon vagy játékokban éppen hogy megnövelheti a szexuális bűncselekmények számát, annak következtében, hogy megakadályozza azoknak a vágyaknak a veszélytelen kiélését, melyek a bűncselekményhez vezethetnek. Ezt az ellenérvet láthatóan alátámasztja egy virginiai férfi ügye, akit azért tartóztattak le, amiért lolicon tartalmú anyagokat nézegetett egy közkönyvtárban. A férfi azt állította, hogy korábban abbahagyta a gyermekekről készült valódi pornográf képek gyűjtését és áttért a lolicon-anyagokéra.
Adzuma Hiroki kultúrkritikus állítása szerint a lolicon mangák olvasói közül csak nagyon kevesen követnek el valóban bűncselekményeket. Az otaku kultúrában a lolicon a „legegyszerűbb módja” a társadalom elleni lázadásnak.
Milton Diamond, az emberi szexualitás egyik neves kutatója és Ucsijama Ajako erős kölcsönhatást figyeltek meg Japánban az 1970-es évektől egyre növekvő pornográf anyagok megjelenése és a jelentett szexuális bűncselekmények csökkenése között, mely magában foglalja a fiatalkorúak és a 13 év alattiak elleni erőszakos cselekedeteket is. Dániában és Nyugat-Németország tekintetében hasonló megállapításra jutottak. Megállapításuk szerint az az aggodalom, mely szerint azokban az országokban, ahol a szexuális explicit anyagok nagyobb körben hozzáférhetőek a szexuális bűncselekmények számát is növeli, nem állja meg a helyét. Az ilyen bűncselekményeknek a csökkenését Japánban ebben az időszakban számos tényező válthatta ki, melyeket tanulmányukban fejtettek ki.
Sharon Kinsella megfigyelése szerint az 1990-es évek végén a médiában megalapozatlanul megnövekedett a prostitúcióval foglalkozó iskoláslányokról szóló jelentések száma, melyet véleménye szerint az egyre gyakrabban nyilvánosságra kerülő „komfort-hölgyek” ügye váltotta ki. Feltételezése szerint „a vidám fiatal lányok képe, akik önként bocsátják áruba a testüket kioltja a másik bűnös képet”.
A CASPAR nevű japán nonprofit szervezet állásfoglalása szerint a lolicon és más animemagazinok és játékok bátoríthat a szexuális bűncselekmények elkövetésére. Az 1989-ben alakult csoport a fiatalkorúak ábrázolásának szabályozása mellett kampányol a pronográf magazinokban és videójátékokban. A lakosság figyelmét erre a témára Mijazaki Cutomu esete hívta fel. A férfi 1988 és 1989 között elrabolt, majd meggyilkolt négy, négy és hét év közötti kislányt és holttestükkel nekrofil tevékenységet folytatott. A Tokiói Legfelsőbb Bíróság a férfit beszámíthatónak nyilvánította, aki „a gyilkosságokat előre megfontolt szándékkal követte el, melyek forrása Mijazaki szexuális fantáziáiból eredtek.” Mijazakit a gyilkosságok miatt 2008. június 17-én végezték ki.
További erős visszhangot egy 2005-ös eset váltott ki a gyermekpornográfia ellen, mikor Narában letartóztattak egy már szexuális bűncselekmény miatt elítélt férfit, aki meggyilkolt egy kétéves kislányt. A média spekulációi ellenére azonban a nyomozás eredménye szerint az elkövető, Kobajasi Kaoru érdeklődése csak szórványosan érintette a mangákat és a videójátékokat. Azonban saját bevallása szerint azután kezdett érdeklődni a fiatal lányok iránt, miután középiskolás korában megnézett egy pornográf tartalmú animációs filmet. A férfit kötél általi halálra ítélték.
A 2003-ban alapított Juvenile Guide nevű nonprofit szervezet igazgatója, Magaoko Micsiko szerint a Japánban évente megjelenő mintegy 2 000 új pornográf tartalmú animációs film és videójáték közül a fele tartalmaz iskoláslány-szereplőket. Kondo Micui, egy oszakai gyermekvédelmi szervezet képviselőjének vélemény szerint ezek a filmek eltorzíthatják az azokat nézők viszonyulását és viselkedését a fiatal lányokhoz. „Ez az állapot veszélyesebbé teheti a társadalmunkat a fiatal lányok számára... Először ezen kellene elgondolkodnunk, mielőtt az kifejezés szabadságáról beszélnénk.” – nyilatkozta Kondo.
2008. március 11-én az UNICEF japán szervezete a gyermekpornográfiát szabályzó törvény kiterjesztését szorgalmazta indítványában a szigetországban, mely megtiltaná a kiskorúak szexuális helyzetben való ábrázolását a mangákban, az animékben és a videójátékokban is. Egy ilyen szigorítást azonban egyelőre nem terveznek a japán törvényhozók.

## Külső hivatkozások
- "'Virtual child' pornography on the Internet: a 'virtual' victim?" Archiválva 2009. december 27-i dátummal a Wayback Machine-ben Duke Law & Technology Review (2002. szeptember 23.) (angolul)
- "New Law Banning Lolicon?" ComiPress (2006. november 17.) (angolul)